# Oreopanax incisus
Oreopanax incisus é uma espécie de árvore da família Oreopanax

## Distribuição
É nativa da América do Sul, Colômbia, Equador e Venezuela.

## Sinônimos
- Aralia floribunda Kunth
- Aralia incisa Willd. ex Schult.
- Hedera floribunda (Kunth) DC.
- Oreopanax floribundus (Kunth) Decne. & Planch.

## Galeria

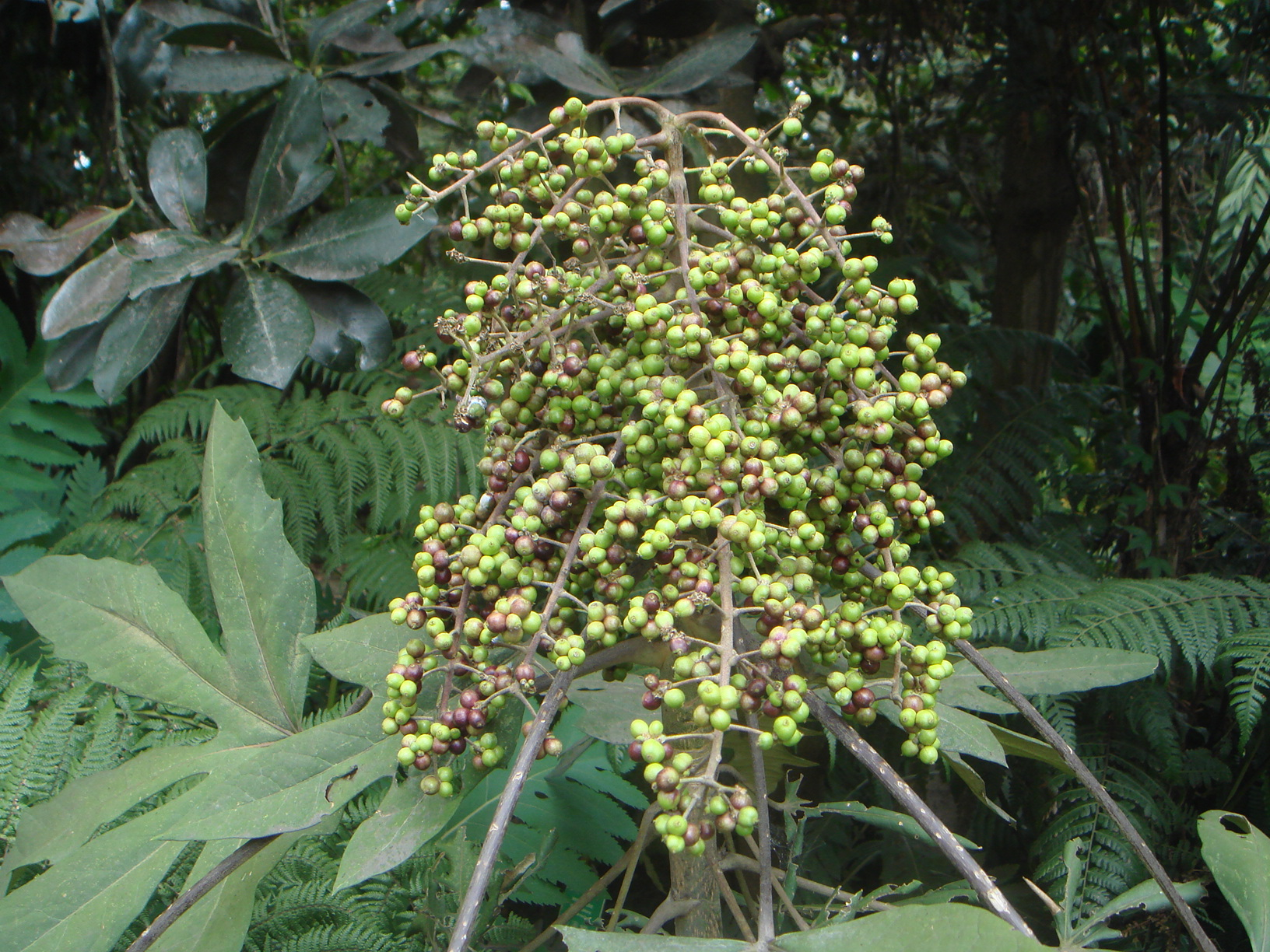
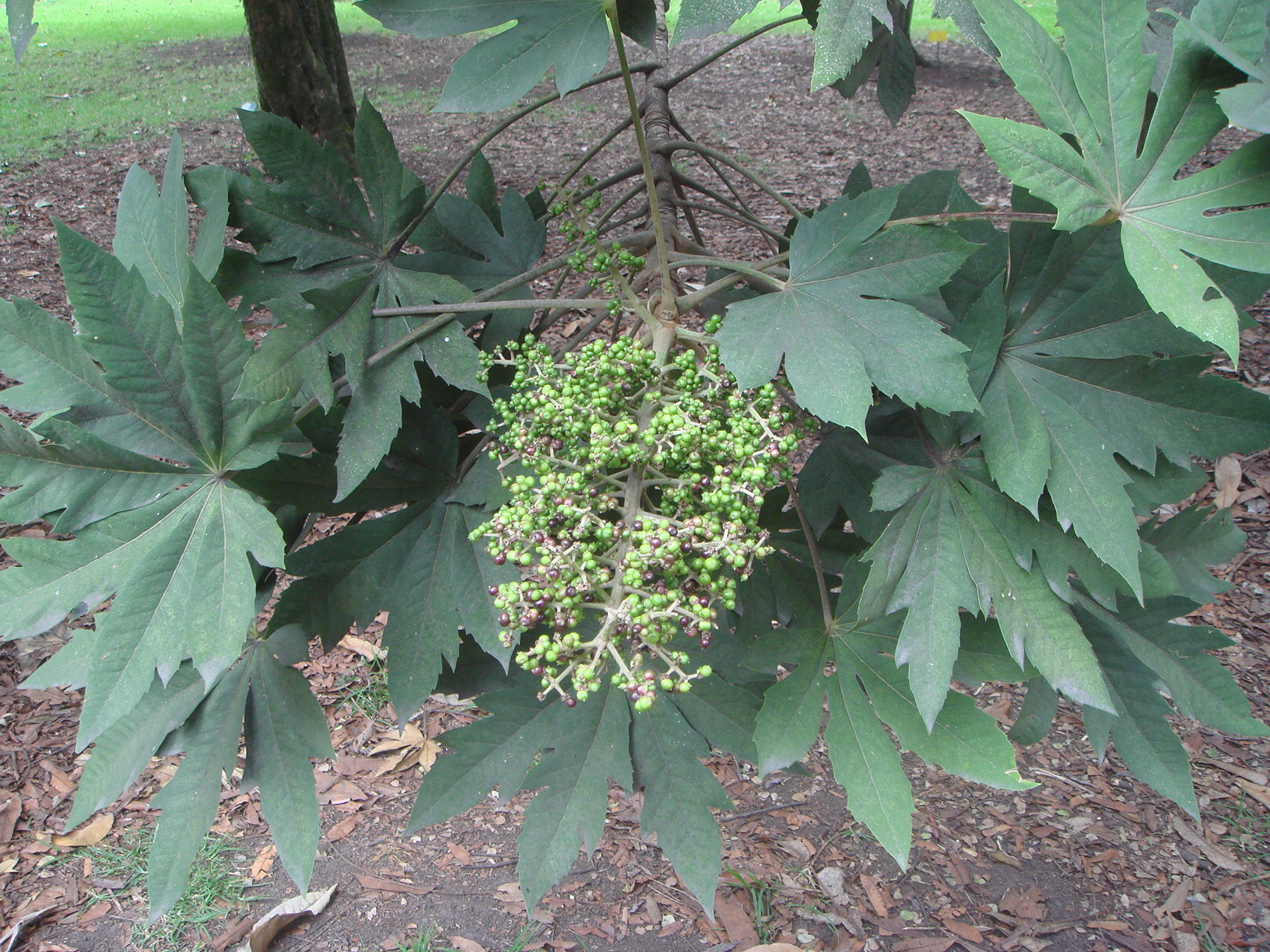